# Raponcharangvirág
A raponcharangvirág vagy répagyökerű harangvirág (Campanula rapunculus) a fészkesvirágzatúak (Asterales) rendjébe, ezen belül a harangvirágfélék (Campanulaceae) családjába tartozó faj.

## Előfordulása
A répagyökerű harangvirág csaknem egész Európa területén megtalálható. Svédországba és a Brit-szigetekre betelepítették. Ázsiában, Izraeltől és Törökországtól kezdve, egészen Iránig és Oroszországig megtalálható. Afrika északnyugati részén is őshonos.

## Alfajai
- Campanula rapunculus subsp. lambertiana (A.DC.) Rech.f.
- Campanula rapunculus subsp. rapunculus

## Megjelenése

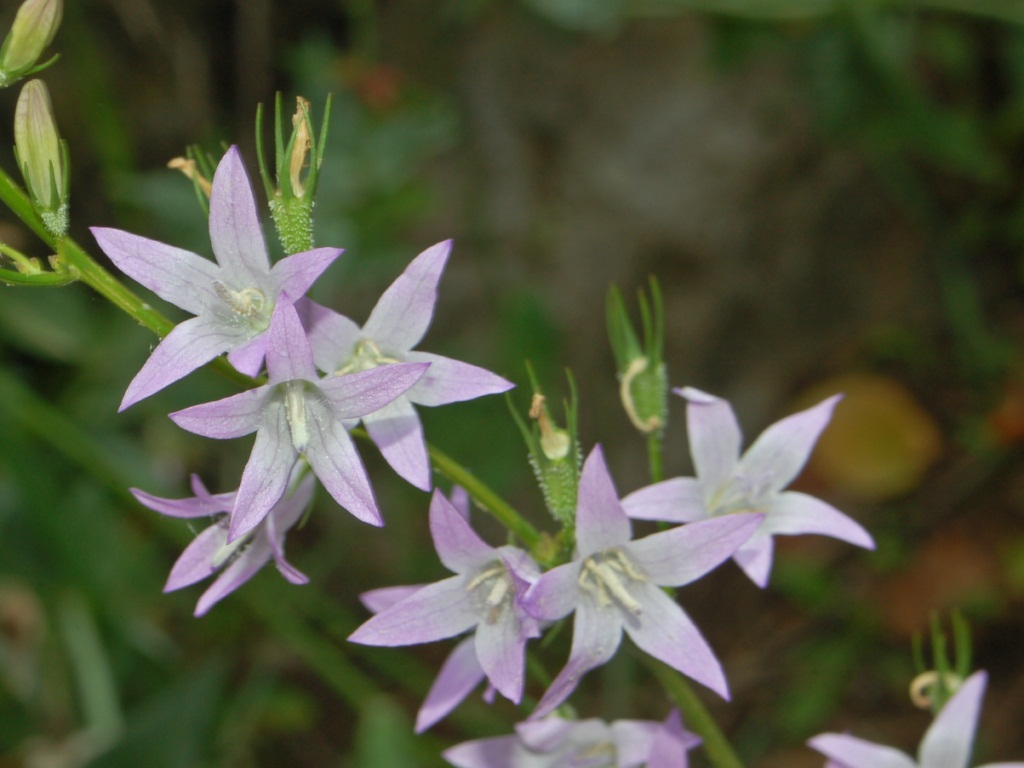

A raponcharangvirág egy- vagy kétéves, 40-80 centiméter magas növény, répához hasonló, húsos karógyökérrel. Tőlevelei fordított lándzsa alakúak, széles nyélbe keskenyedők, a szárlevelek rövidebbek. A világos ibolyakék virágok 1,5-2,5 centiméter szélesek, a párta tölcsér alakú, nem egészen a közepéig 5 cimpájú. A csészecimpák hosszúak, a pártának körülbelül kétharmadáig érnek. A virágzási ideje június–július között van.

## Életmódja
A répagyökerű harangvirág rétek, közepesen száraz gyepek, út- és erdőszélek, száraz tölgyesek lakója. A növény 700 méteres tengerszint feletti magasságig felhatol.

## Felhasználása
Megvastagodott, inulinban gazdag, répaszerű gyökereit a kányaharangvirágéhoz hasonlóan a középkorban fogyasztották, ezért a növényt termesztették is. A gyökéren kívül a levele is frissítő és étvágyserkentő hatású.

## Képek

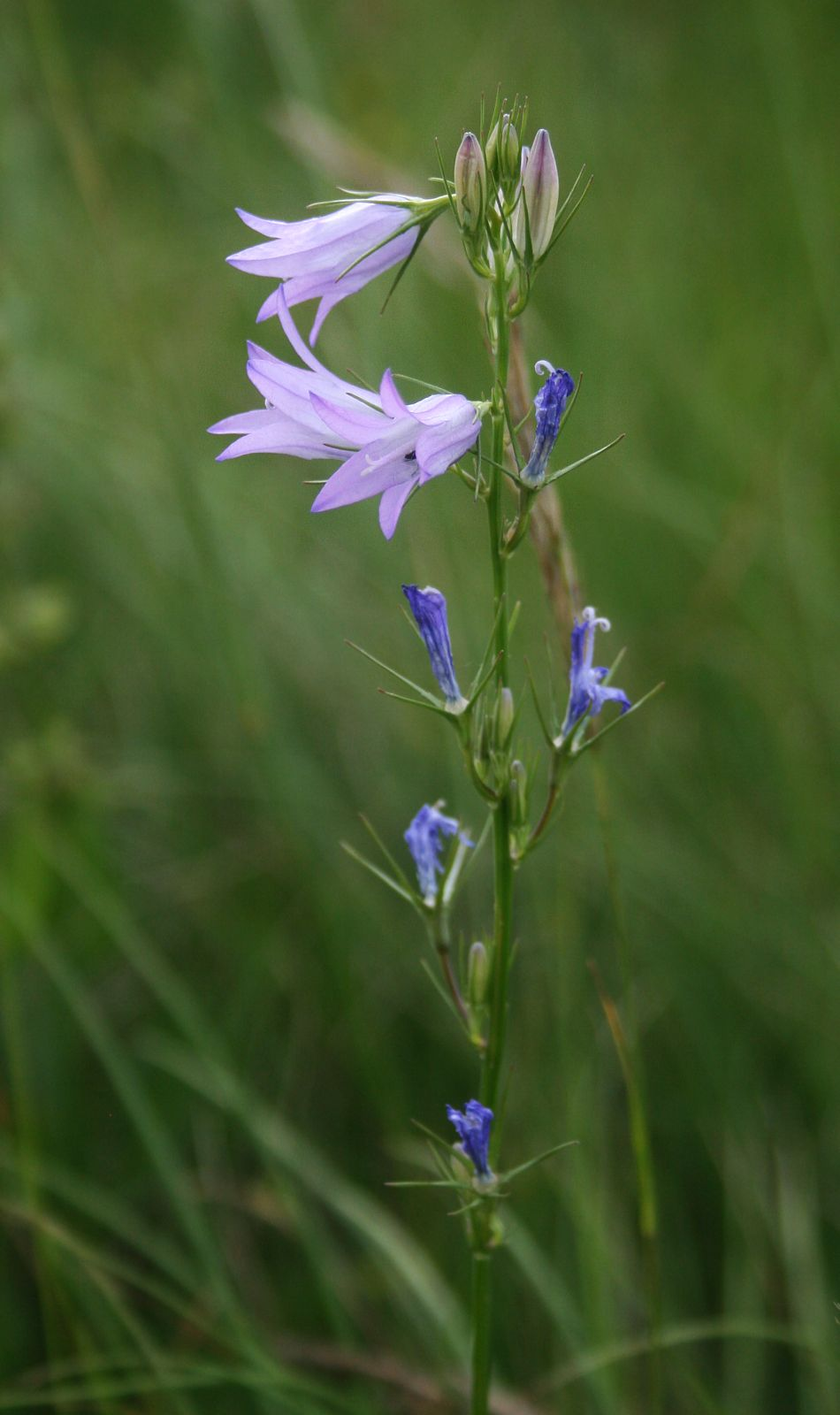
A növény
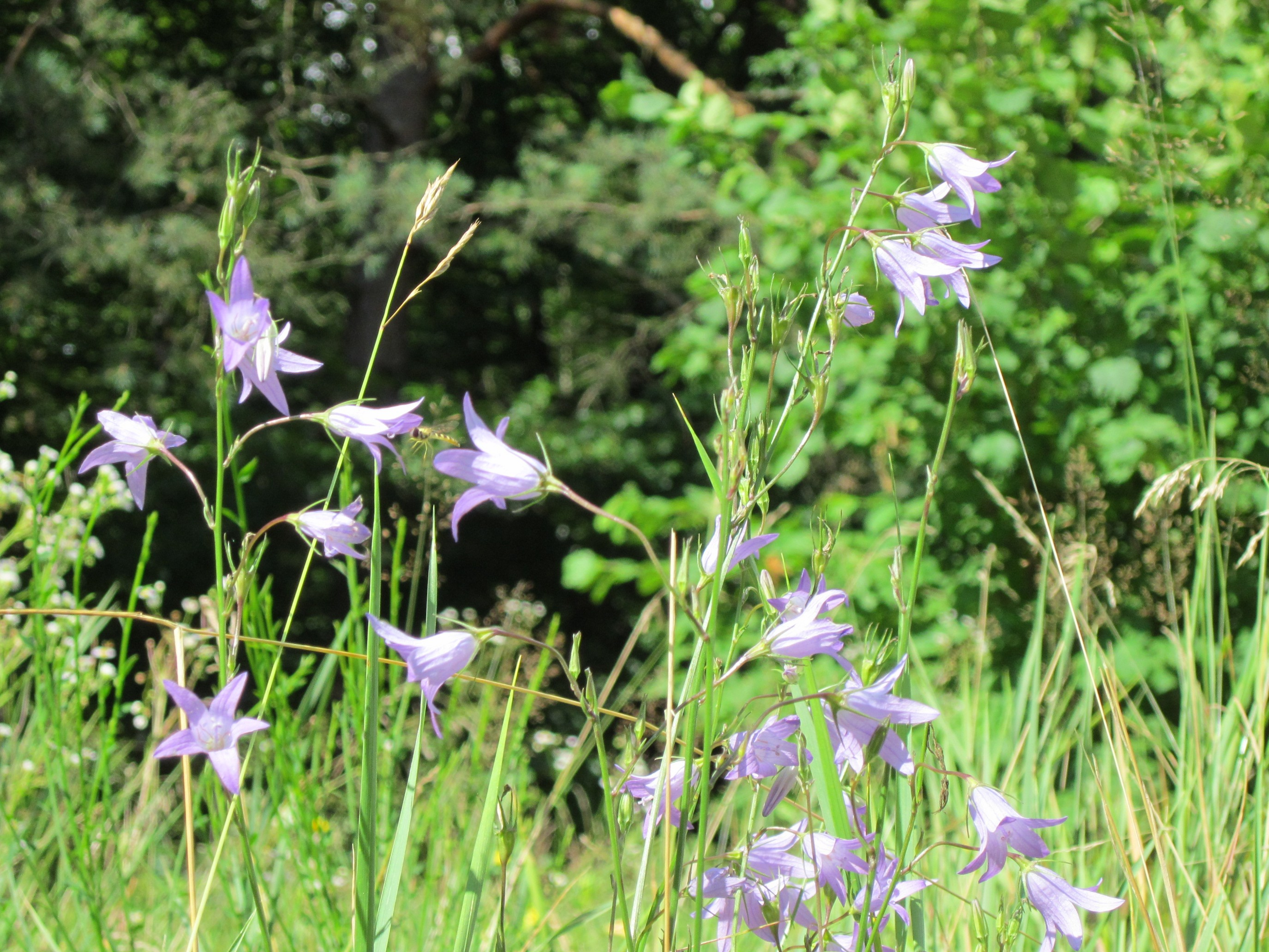
a természetben
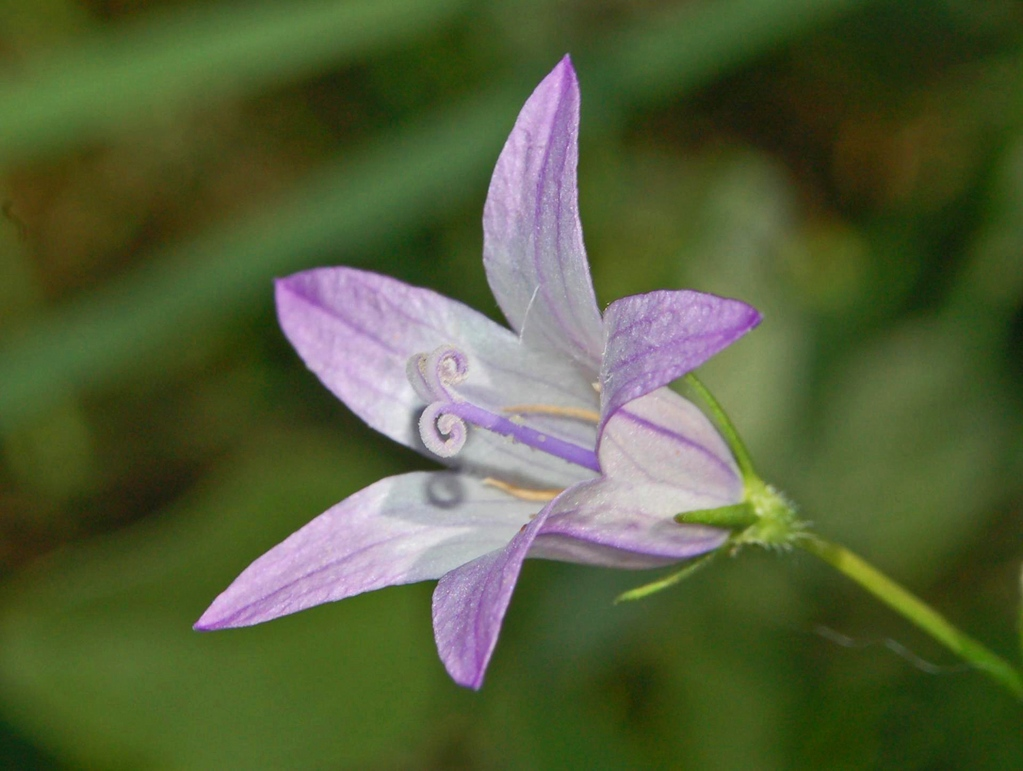
Virága
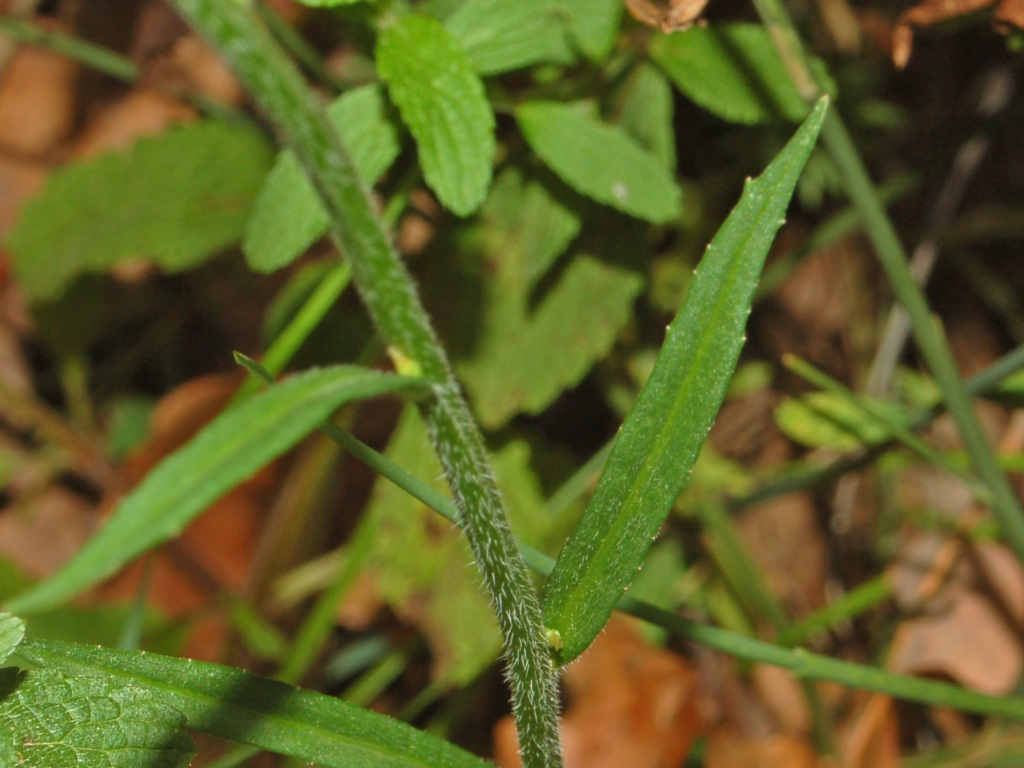
Szára
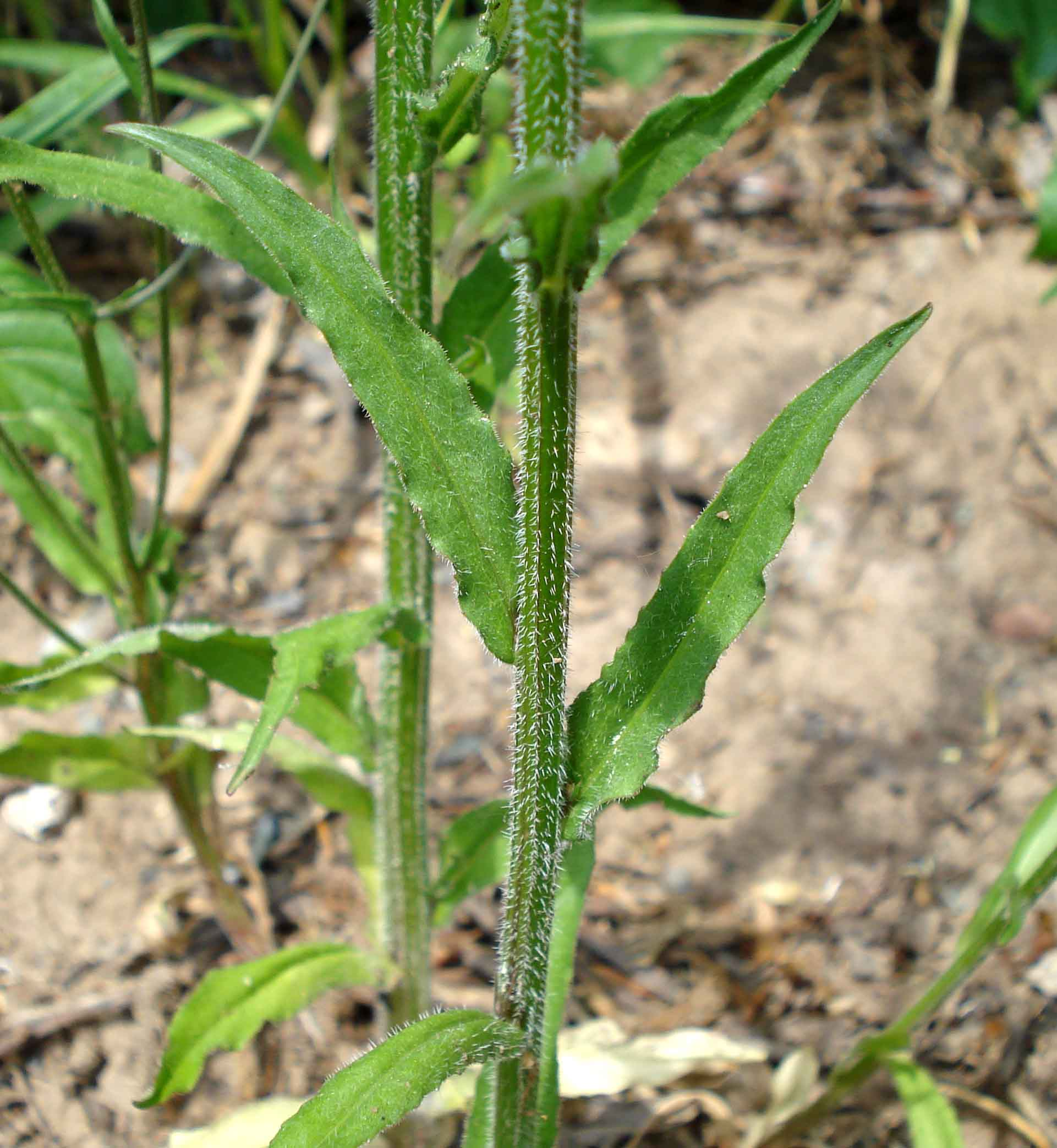
levelestül
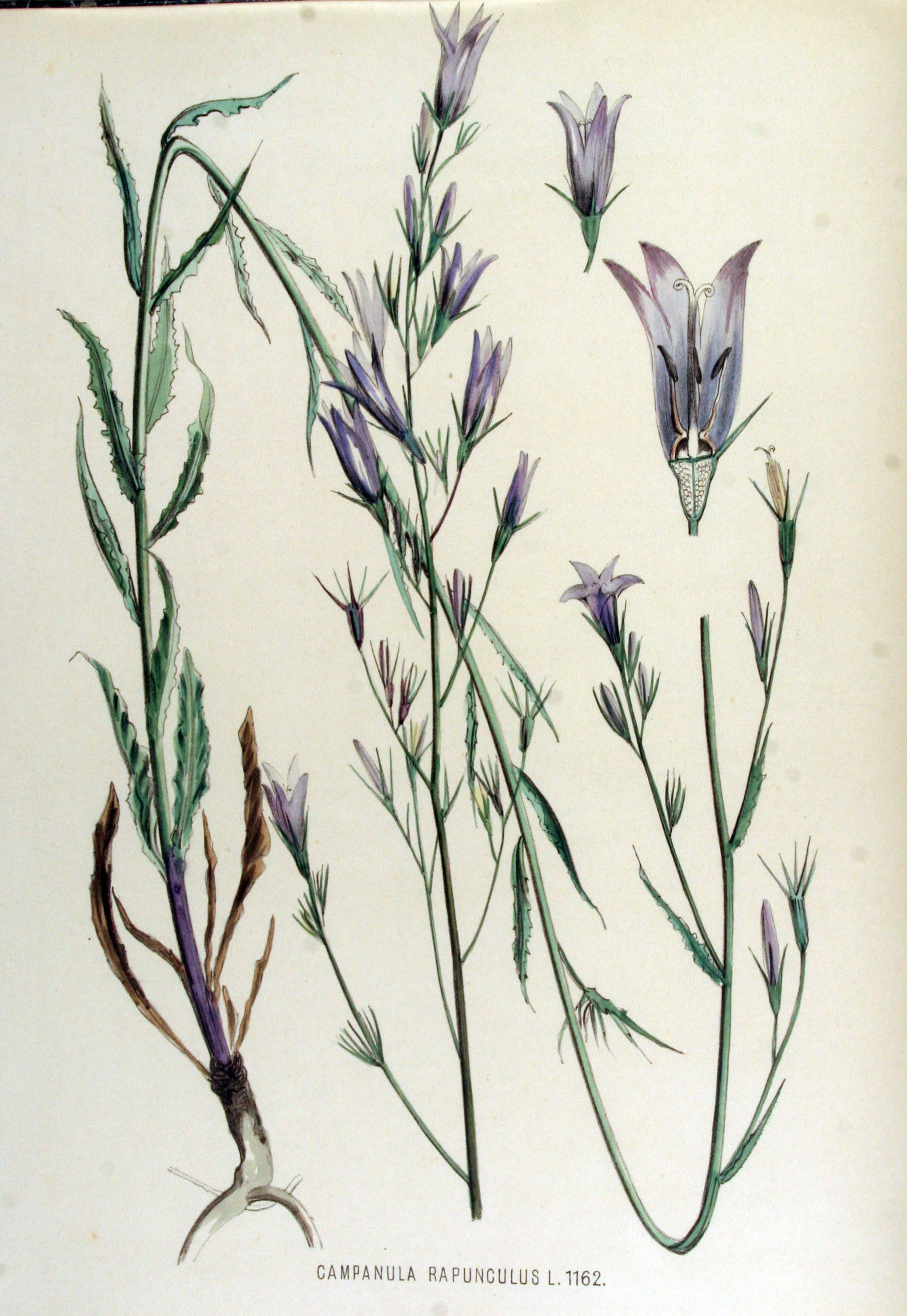
Rajz a növényről